# Camelot (film, 1998)
A Camelot színes, ausztrál videókazettán megjelent rajzfilm. A forgatókönyvet Paul Leadon, Roz Phillips és Roddy Lee írta, a zenéjét Tony King szerezte, a producer Roz Phillips. 
Amerikában 1998. március 24-én VHS-en adták ki. Magyarországon a televízióban a Minimax-on adták le.

## Cselekmény
Nem könnyű trónörökösnek lenni, Arthurnak gyermekkorában ez nehezen ment. Miután édesapját elvesztette, azóta Merlin a varázsló vigyázott rá. Ő nevelte, amíg egy szép napon elhatározta, hogy ott hagyja a varázslót és megpróbál mindent saját maga csinálni. Utazása során találkozik sárkányokkal, varázslókkal és nagyon sok izgalmas kalandot él át. Sokáig tart, amíg célba ér. Ki kell húznia egy varázssziklába zárt kardot, amellyel végül a trónért és a koronáért kell megküzdenie.

## Szereposztás
| Szereplő | Eredeti hang    | Magyar hang | Leírás |
| -------- | --------------- | ----------- | ------ |
|          | Alistair Duncan |             |        |
|          | Robyn Moore     |             |        |
|          | Lee Perry       |             |        |